# Yasmin Levy
Yasmin Levy  (hebräisch יסמין לוי; * 23. Dezember 1975 in Jerusalem) ist eine sephardische Sängerin aus Israel. Yasmin Levy lebt in Baka, einem ehemaligen arabischen Viertel in West-Jerusalem.

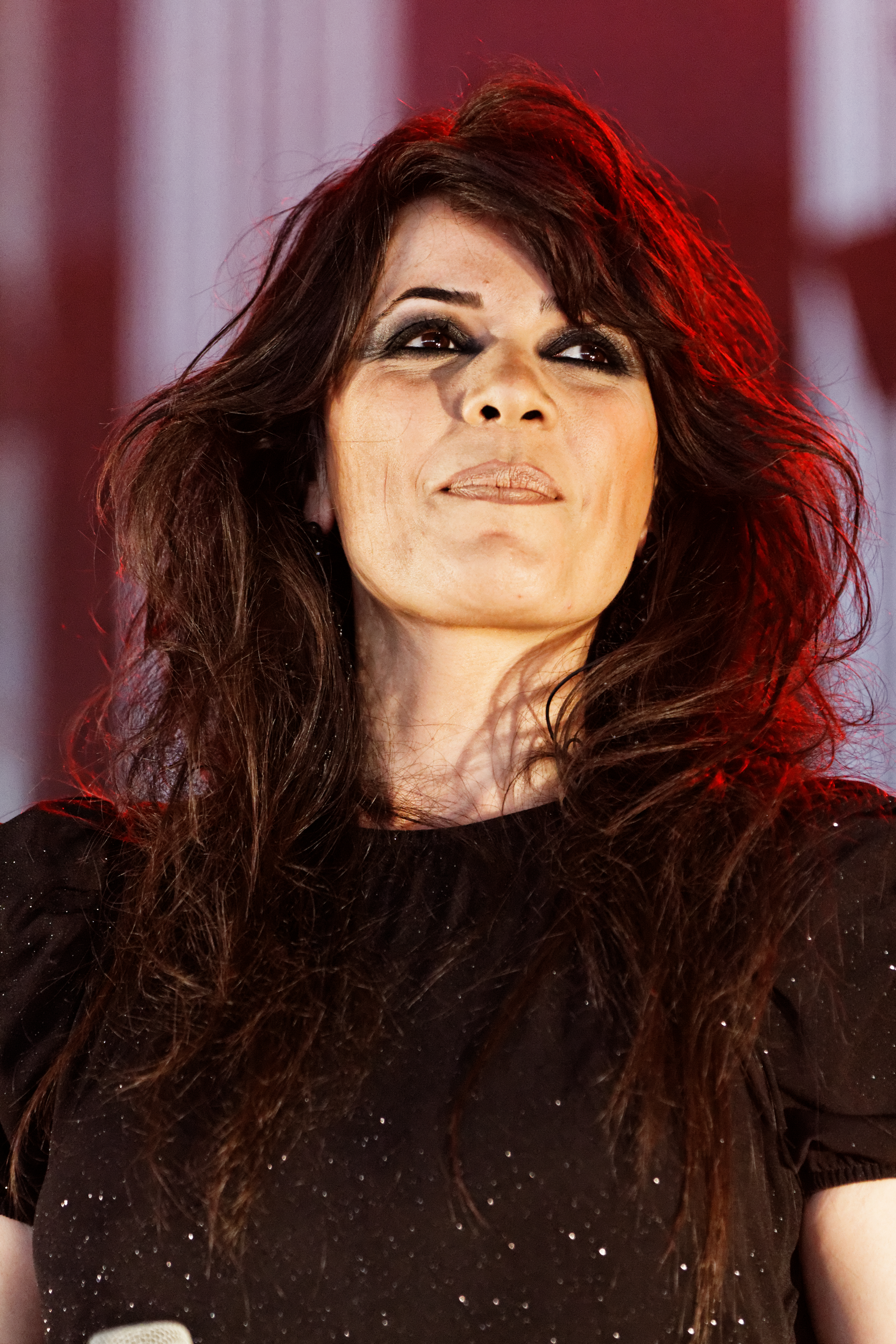
Yasmin Levy (2013)

## Leben
Sie ist die Tochter von Yitzhak Levy, der in Manisa bei Izmir geboren wurde, und Kohava Levy (* 1946), einer bekannten Sängerin sephardischer Lieder. Ihr Vater war Chasan und Erforscher der Musik der Sephardim.

## Wirken
Bei ihren Liedern werden Instrumente wie die spanische Gitarre, Violine, Cello, Perkussion und das Piano verwendet sowie auch Instrumente aus dem Vorderen Orient wie die Oud. Mit ihrem Debütalbum Romance & Yasmin (Ladino) aus dem Jahr 2000 kam sie in die Nominierung von BBC World Music Awards 2005 als bester Newcomer. Ihr Album La Judería erschien ebenfalls 2005. Mano Suave erschien 2008. Nach einigen stilistischen Ausflügen in die Welt des Flamenco markiert dieses Album nun auch die Rückkehr der Künstlerin zu ihren Ladino-Wurzeln. In ihren Arrangements mischen sich nahöstliche, balkanische und jüdische Elemente.

## Zitat
„Natürlich haben wir hier die radikalsten religiösen Leute, die man sich vorstellen kann. Aber ich sehe auch eine andere Realität Jerusalems: Menschen mit verschiedenen Religionen und Kulturen, die zusammen leben. In meiner Welt gibt es keinen Platz für Krieg und Kampf. Ich wünschte wirklich, wir könnten mehr Respekt füreinander aufbringen in dieser Stadt der verschiedenen Weltanschauungen. Die Ladino-Lieder sind dafür ein gutes Medium, denn sie entstanden in einer Zeit, in der die Juden in Frieden mit Muslimen in Spanien lebten. Wir müssen uns daran erinnern, dass es eine sehr lange Zeit des gegenseitigen Respekts gab. Und es gibt keinen Grund, warum wir dies nicht heute ebenso tun sollten.“

## Diskografie

### Alben
- 2000: Romance & Yasmin
- 2004: La Judería
- 2007: Mano Suave
- 2009: Sentir (mit Javier Limón)
- 2012: Libertad
- 2014: Tango
- 2017: Rak Od Layla Echad
- 2021: Piano & Voice (mit Gil Shohat)

### Livealben
- 2006: Live at the Tower of David, Jerusalem

### Songs (Auswahl)
- 2004: La Alegria
- 2007: Una Noche Mas
- 2007: Adio Kerida
- 2009: El Amor Contigo (mit Javier Limón)
- 2009: Yigdal (mit Javier Limón)
- 2012: Firuze
- 2013: Sevda
- 2020: This Shadow (mit Haris Alexiou)
- 2020: Vivir (mit Omar Faruk Tekbilek)